# Holmsund
Holmsund é uma localidade da Suécia, situada na província histórica de Västerbotten.
Tem cerca de  6 028 habitantes (2017), e pertence à comuna de Umeå.
Está localizada a 18 km a sudeste da cidade de Umeå.
A sua economia tem como fundamentos principais o seu porto e a sua serração. Do porto de Holmsund saem os navios das ligações marítimas entre Umeå e Vaasa.